# TT318

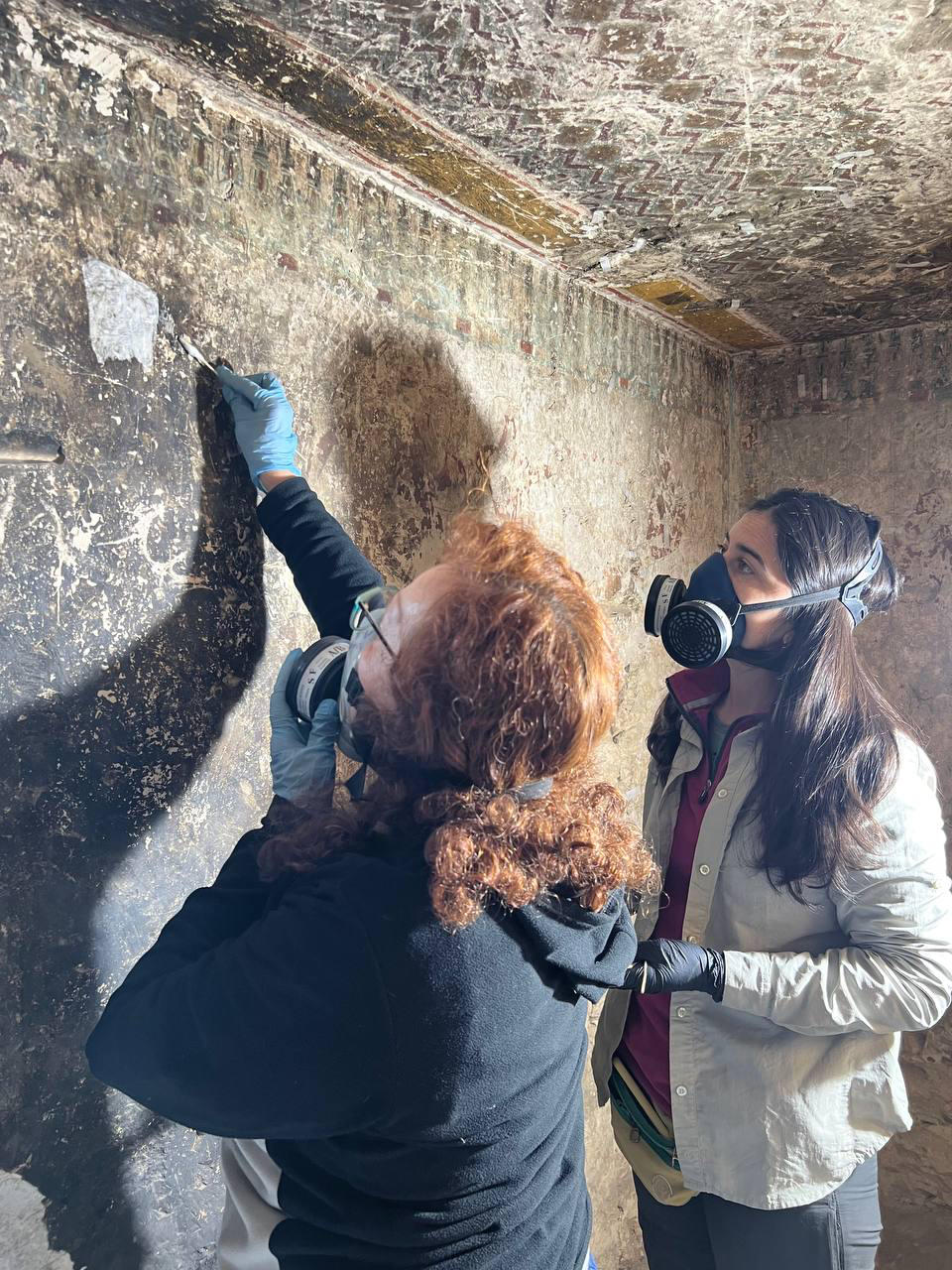
Conservation de la tombe par les membres du projet Amenmose, 2024.

La tombe thébaine TT 318 est située à Cheikh Abd el-Gournah, dans la nécropole thébaine, située sur la rive ouest du Nil en face de Louxor.
La tombe est le lieu de sépulture d'Amenmosé, ouvrier dans la nécropole d'Amon sous les règnes d'Hatchepsout et Thoutmôsis III (XVIIIe dynastie).